# Mary Lacity

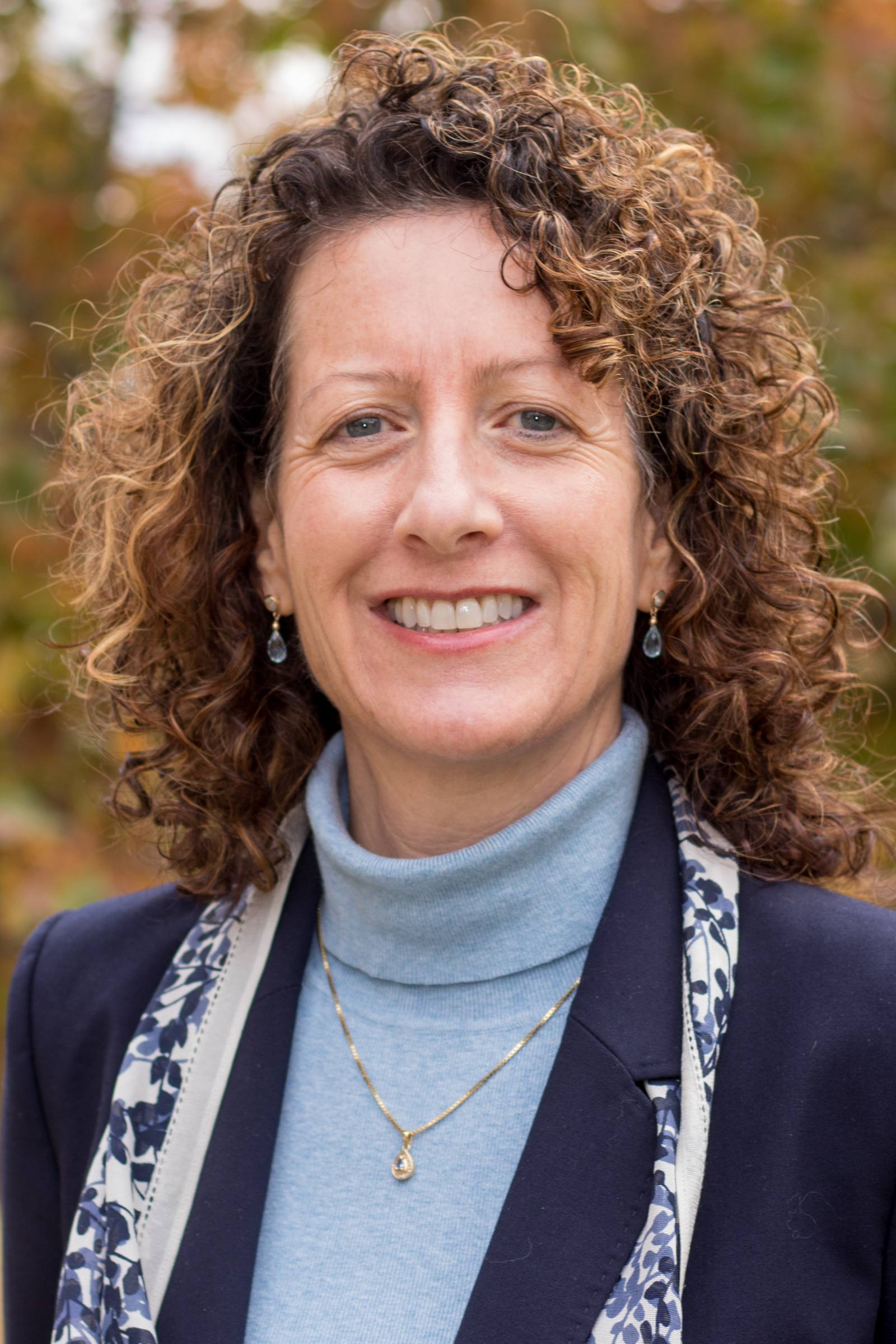
Mary Lacity, 2018

Mary Cecelia Lacity (* 27. Mai 1963 in Margate City) ist eine US-amerikanische Walton-Professorin für Wirtschaftsinformatik und Direktorin des Blockchain Center of Excellence am Sam M. Walton College of Business der University of Arkansas. Schwerpunkte ihrer Forschung sind: Automatisierung, Outsourcing und Blockchain.

## Leben
Lacity studierte an der Pennsylvania State University und der University of Houston.
Sie war Distinguished Professor of Information Systems und International Business Fellow des Kuratoriums an der University of Missouri–St. Louis sowie Gaststipendiatin am MIT Center for Information Systems Research. Darüber hinaus hatte sie Gastprofessuren an der London School of Economics, der Washington University und der Oxford University.

## Werdegang

### Universität von Missouri-St. Louis
Mary Lacity begann 1992 an der University of Missouri-St. Louis und war dort 26 Jahre lang tätig. Sie begann als Assistenzprofessorin an der MIS, wurde 1998 zur außerordentlichen Professorin und 2004 zur ordentlichen Professorin ernannt. Im Jahr 2012 wurde sie zur Distinguished Professor of Information Systems und International Business Fellow des Kuratoriums ernannt. Sie unterrichtete Kurse über qualitative Forschungsmethoden und Wissenschaftsphilosophie und qualitative Forschungsmethoden.

### Sam M. Walton College of Business
Nach ihrer Zeit an der University of Missouri-St. Louis zog Mary Lacity nach Fayetteville, Arkansas, um dort die Position der Direktorin des Blockchain Center of Excellence zu übernehmen. Die Ziele des Blockchain Center of Excellence sind die Entwicklung von Forschungspartnerschaften, die Förderung der Verbreitung von Wissen über Blockchain und die Förderung der Übernahme der Blockchain-Technologie durch die Industrie.

### Diverses
Sie ist Mitherausgeberin der Palgrave Series: Work, Technology, and Globalization, leitende Redakteurin des MIS Quarterly Executive und des Journal of Information Technology Teaching Cases sowie in den Editorial Boards für das Journal of Information Technology, das Journal of Strategic Information Systems, IEEE Transactions on Engineering Management und Strategic Outsourcing.
Darüber hinaus ist Mary Lacity Branchenberaterin für Symphony Ventures und Mitglied der IAOP Outsourcing Hall of Fame.
Sie erhielt 2000 den World Outsourcing Achievement Award und 2008 den Gateway to Innovation Award.
Ihre Veröffentlichungen erschienen im Harvard Business Review, Sloan Management Review, MIS Quarterly, IEEE Computer und Communications of the ACM.

## Veröffentlichungen
- Information Systems Outsourcing: Myths, Metaphors and Realities 1993, ISBN 978-0-471-95604-4.
- Beyond The Information Systems Outsourcing Bandwagon: The Insourcing Response 1995, ISBN 978-0-471-95822-2.
- Inside Information Technology Outsourcing: A State-of-the-art Report 2000, ISBN 978-1-873955-07-9.
- Global Information Technology Outsourcing: In Search of Business Advantage 2001, ISBN 978-0-471-89959-4.
- Netsourcing: Renting Business Applications and Services Over a Network 2002, ISBN 0-13-092355-9.
- Outsourcing: All You Need to Know 2004, ISBN 978-0-9923436-1-3.
- Information Systems and Outsourcing 2008, ISBN 978-1-349-30200-0.
- Information Systems and Outsourcing: Studies in Theory and Practice 2008, ISBN 978-0-230-59483-8.
- Offshore Outsourcing of It Work 2008, ISBN 978-0-230-52185-8.
- The Practice of Outsourcing: From Information Systems to BPO and Offshoring 2009, ISBN 978-0-230-20541-3.
- Emerging ITO and BPO Markets: Rural Sourcing and Impact Sourcing 2012, ISBN 978-0-7695-4918-7.
- The Rise of Legal Services Outsourcing: Risk and Opportunity 2014, ISBN 978-1-4729-0640-3.
- South Africa’s BPO Service Advantage: Becoming Strategic in the Global Marketplace 2015, ISBN 978-1-137-47405-6.
- Nine Keys to World-Class Business Process Outsourcing 2015, ISBN 978-1-4729-1848-2.
- Service Automation: Robots and the Future of Work 2016, ISBN 978-0-9564145-6-4.
- Robotic Process Automation and Risk Mitigation: The Definitive Guide 2017, ISBN 978-0-9956820-3-0.